# El-B
El-B (bürgerlicher Name Lewis Beadle) ist ein britischer Produzent und DJ. Er wird häufig als erster Dubstep-Produzent aufgeführt und ist seit 1996 aktiv. Er betreibt das Ghost Recordings Label und ist ebenfalls Mitglied des Duos El-Tuff und der Band Groove Chronicles. Seit 2004 war er inaktiv, spielte im Juni 2006 aber im The End in London ein Comeback.

## Diskografie
- Bubble (12") (Scorpion Records 2000)
- Digital (12") (Locked On 2000)
- El-Brand (12", W/Lbl) (Not On Label 2000)
- El-Breaks Vol. 1 (12", W/Lbl, Sti) (El-Breaks 2000)
- Ghetto Girl (12") Scorpion Records 2000
- Rhythm's Gonna Get You (12", W/Lbl) Not On Label 2000
- Wicked Sound (12") Soldiers Of Fortune 2000
- Breakbeat Science (12") Bison Recordings 2001
- El-Breaks Vol. 2 (12", W/Lbl, Promo, Sti) El-Breaks 2001
- Keep The Love (12") Scorpion Records 2001
- Serious (12") Locked On 2001
- Buck & Bury / Back2Me (12") Ghost 2002
- Shorty (12", Ltd) Ghost 2002
- El-Breaks Vol. 3 (12") El-Breaks 2004
- Kushti Kutz Vol 5 (12") Kushti Kutz 2004
- The E.Q. Project (12", EP) Qualifide Recordings 2004
- Endorse & Set It (2 Versionen) Ghost 2007
- Ghost Rider EP (12", EP) Heavy Artillery 2007
- Beautiful Sounds (12", EP) Qualifide Records 2008
- Ammunition & Blackdown Present: The Roots Of El-B (Comp) (2 Versionen) Tempa 2009
- Jah No Dead / Son De Cali (12") Soul Motive 2009
- Dirty EP (12", EP) Night Audio 2010
- Think Ur Greezy / Knucklin (12") Ghost, Thriller Funk 2010[1]